# Diecezja Wschodnich Stanów Zjednoczonych (katolikosat Eczmiadzyna)
Diecezja Wschodnich Stanów Zjednoczonych – jedna z dwóch diecezji Apostolskiego Kościoła Ormiańskiego z siedzibą w Nowym Jorku w Stanach Zjednoczonych. Podlega katolikosowi Eczmiadzyna (druga wschodnioamerykańska diecezja znajduje się w jurysdykcji katolikosa cylicyjskiego).
Biskupem diecezji jest Daniel Findigian (2022).